# Villereau, Nord

Villereau este o comună în departamentul Nord, Franța. În 1 ianuarie 2022 avea o populație de 1.062 de locuitori.